# Empogona lanceolata
Empogona lanceolata là một loài thực vật có hoa trong họ Thiến thảo. Loài này được (Sond.) Tosh & Robbr. mô tả khoa học đầu tiên năm 2009.

## Hình ảnh

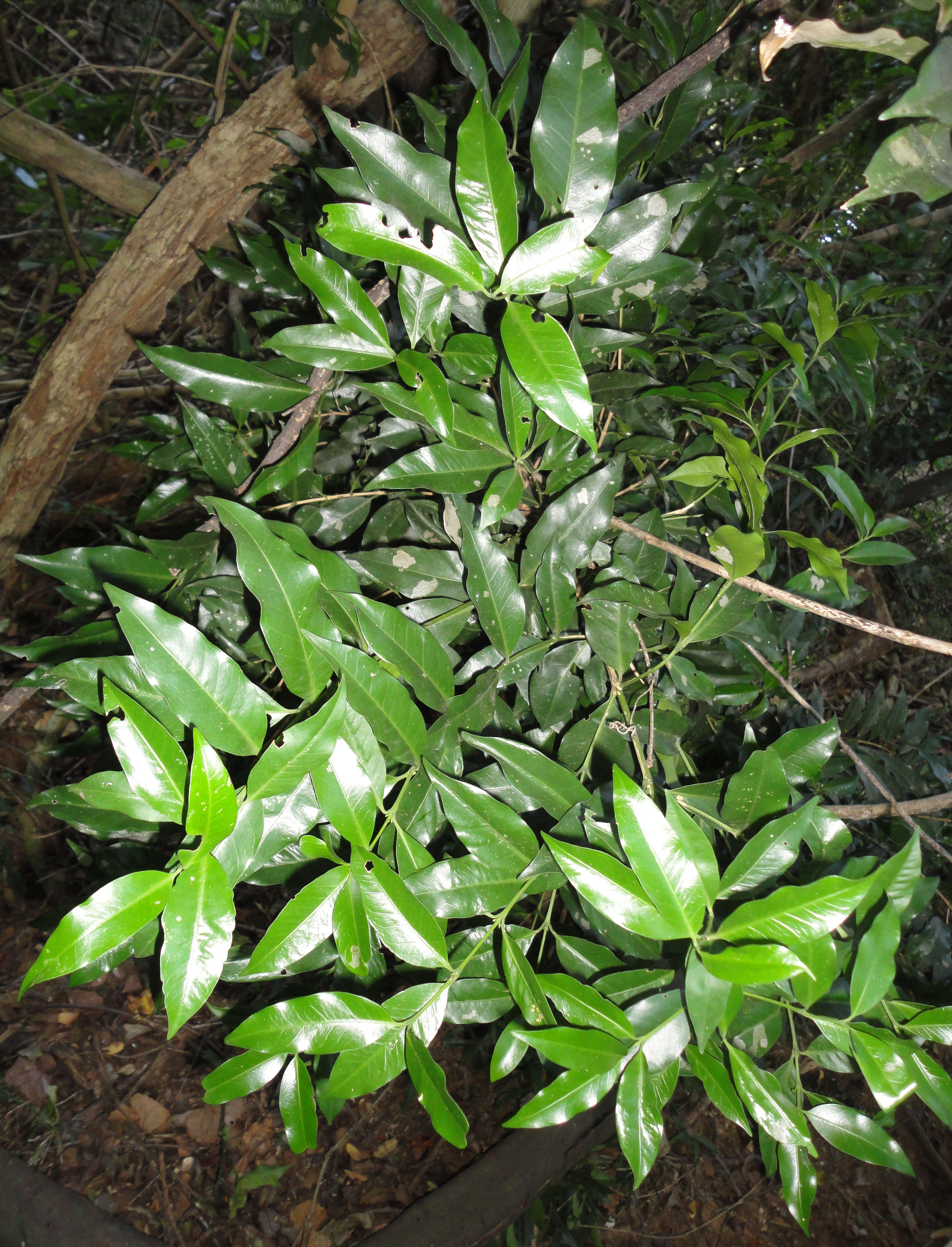
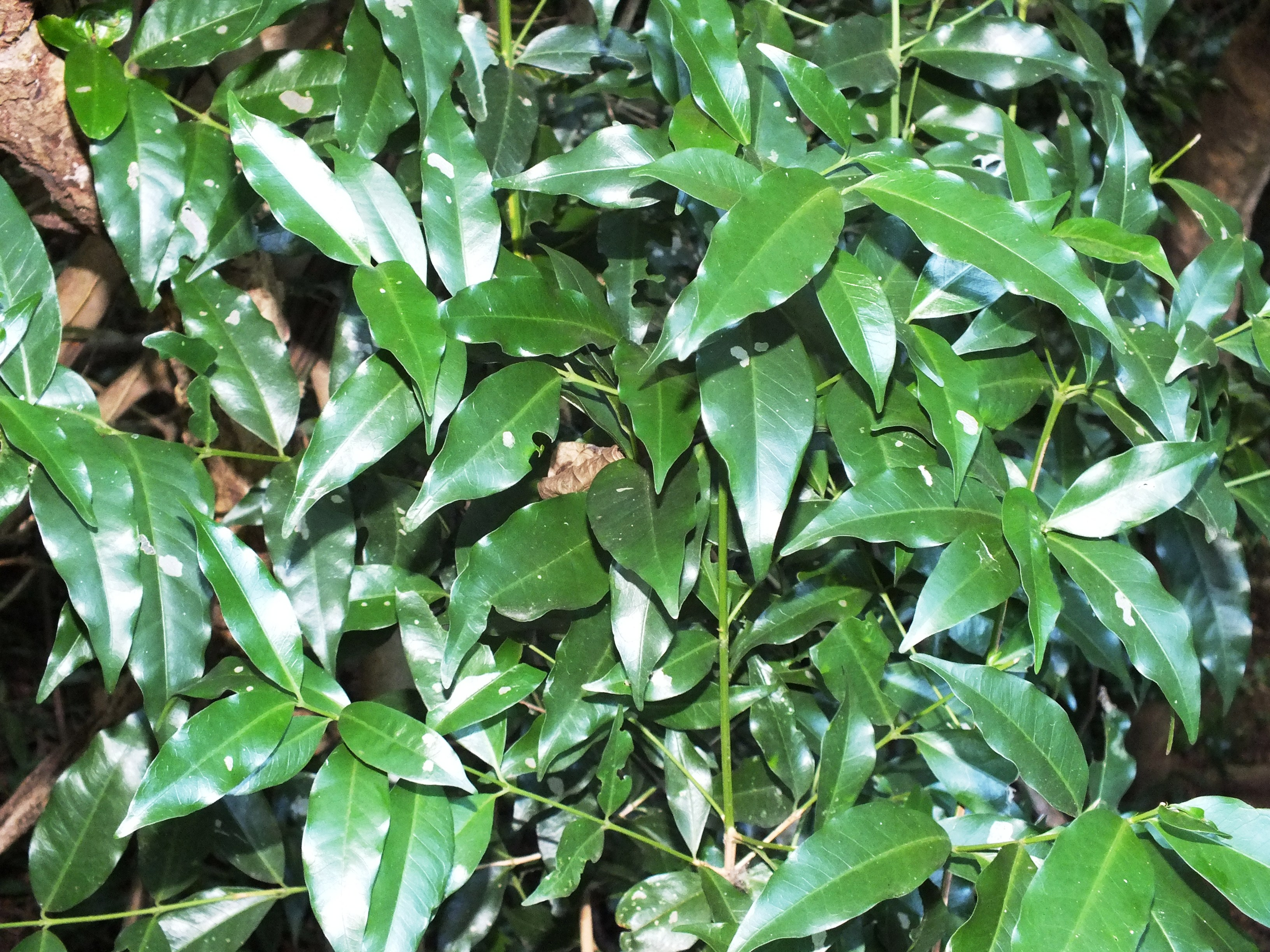